# 趙昌
趙昌（959年—1016年），字昌之，廣漢人，一說劍南人，北宋折枝、花果、草蟲、林禽畫家。生年大約生於後周顯德六年（959年），逝於約大中祥符九年（1016年），活躍於中國北宋真宗大中祥符（1008－1016年）時期。

## 生平
趙昌師承滕昌佑並學習徐崇嗣折枝沒骨法，崇尚田園自然寫實，於每日清晨露水尚濕時，潛心觀察圍欄花圃內的花草竹蟲、折枝花果等自然形態及色澤，即時調彩寫生作畫，自號「寫生趙昌」。作品上色巧妙，平敷染成，但其色彩仍舊艷澤照人，所畫之物，寫實傳形，顯示出與當時主流黃荃、徐熙等畫派的凸面重彩，寫意傳神有著截然不同的風格。
趙昌為人不懼權勢，達官顯要爭相以重金求畫仍不輕易得。當時州令每每於求畫時，必定派遣小役王友前來服侍起居作畫，久而久之，王友便成為趙昌門生。
北宋真宗大中祥符年間，丁朱崖以白金五百兩為趙昌作壽，並延攬趙昌入東閣作畫。
趙昌家境富裕並且十分愛惜自己的作品，晚年時，常常自行出資回購珍藏流落於市面上的昔日舊作。

## 評價
- 米芾：「趙昌王有之流如無才而善佞士，初甚可惡，終需憐而收錄，裝堂嫁女亦不棄。」[14]「今人畫亦不足深論。 趙昌、王友、鐔黌輩得之可遮壁， 無不為少。」[15]
- 蘇軾：「何須誇落墨，獨賞江南工。」[16]「邊鸞雀寫生，趙昌花傳神。」[17]
- 歐陽修：「昌花寫生逼真，而筆法輭俗，殊無古人格致，然時亦未有其比。」[18]
- 宣和畫譜：「議者或以謂黃筌、趙昌爲熙之後先，殆未知熙者。蓋筌之畫則神而不妙，昌之畫則妙而不神，兼二者一洗而空之其爲熙歟！」[19]
- 宋朝名畫評：「士大夫議為花果者，往往宗尚黃筌、趙昌之筆，蓋其寫生設色，迥出人意。以熙視之，彼有慚德。筌神而不妙，昌妙而不神，神妙俱完，舍熙無矣。」[20]「陶裔之寫生，趙昌之設色，二徐所為，於形似無愧矣。」[21]
- 圖畫見聞誌：「至如趙昌，亦非全無筆墨，但多用定本臨模，筆氣羸懦，惟尚傅彩之功也。」[22]
- 搜神祕覽：「趙昌畫花木果實，獨奪天地造化之工，探物之妙。」「趙昌下筆敵韶光，一鬴黃金滿鬥量。」[23]
- 洞天清祿集：「故言山水，則當以李成、范寛；花果則趙昌、王友；花竹翎毛則徐熙、黃筌、崔白、崔順之；」[24]「趙昌折枝有工，花則含煙帶雨，笑臉迎風；果則賦形奪真，莫辨真僞。設色如新，年逺不退。」[25]

## 作品
作品見錄有《宣和畫譜》154件、《中興館閣錄》27件、《畫繼》3件、《德隅齋畫品》1件，表現題材多為折枝花果蟲蝶，諸如茉莉、牡丹、芙蓉、竹、山茶、杏、柿、草蟲、蛺蝶等。 

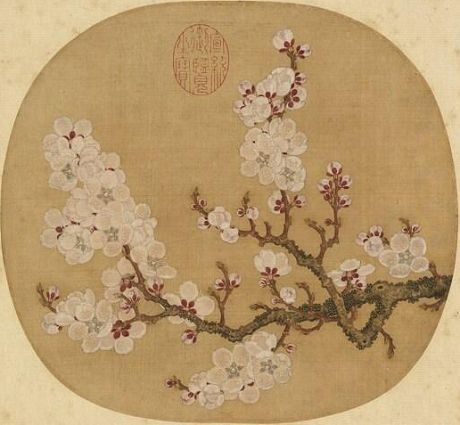
《寫生杏花圖》 現藏於 台北國立故宮博物院。
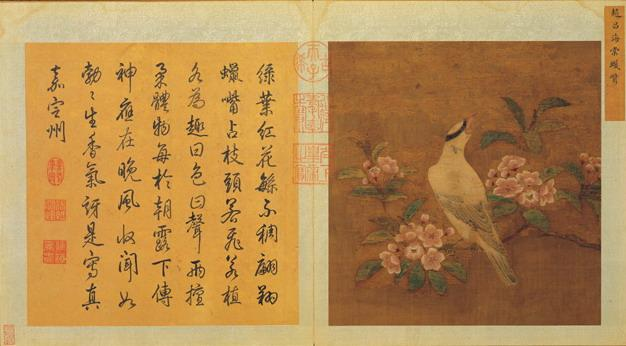
《海棠蠟觜圖》 現藏於 台北國立故宮博物院。
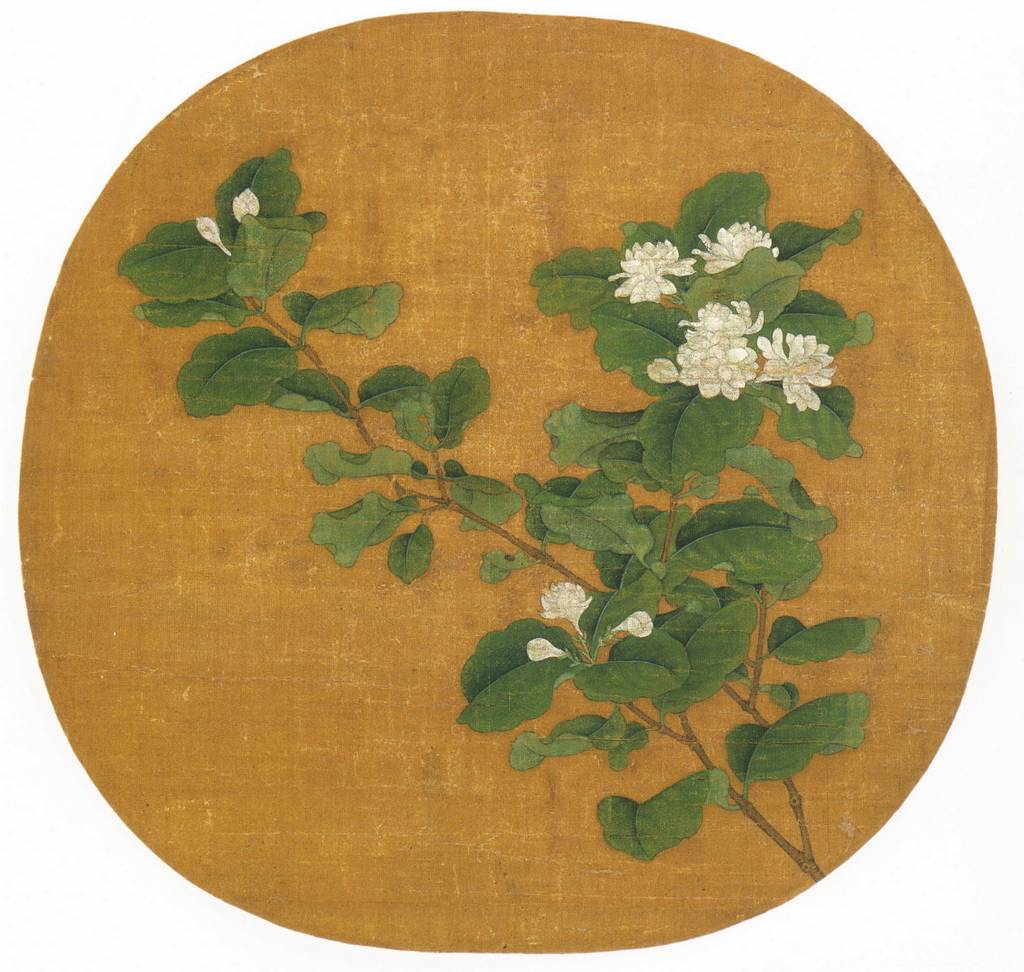
《茉莉花圖》 現藏於 上海博物館。
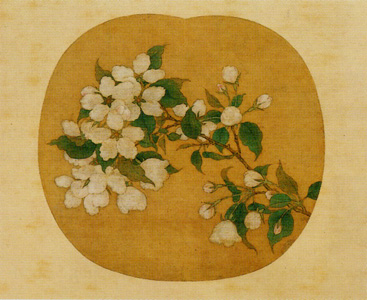
《林禽花圖》 現藏於
東京畠山記念館（日语：畠山記念館）。
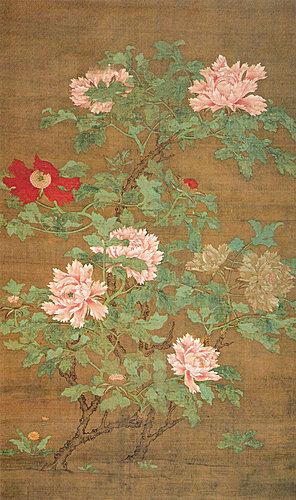
《牡丹圖》 現藏於 東京三の丸尚蔵館。
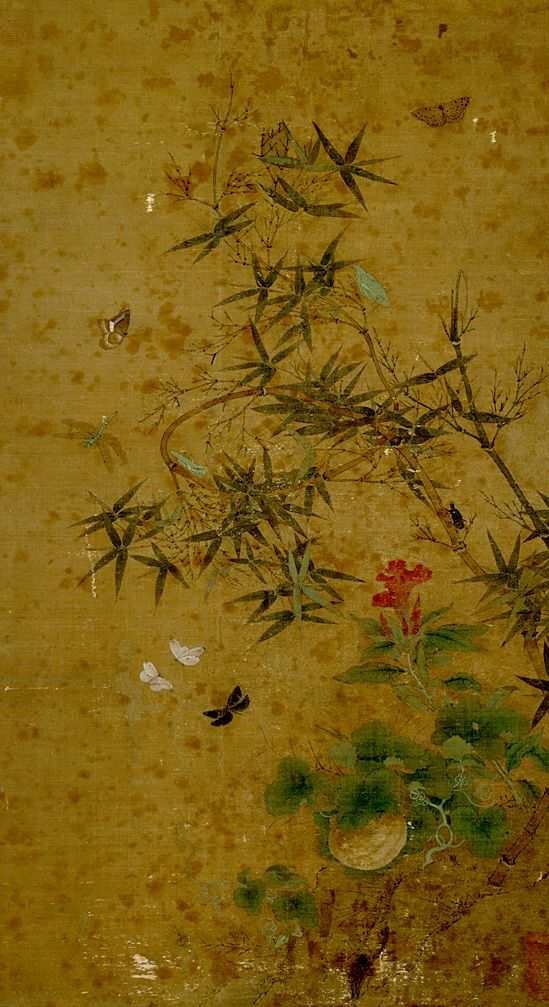
《竹蟲圖》 現藏於 東京博物館。
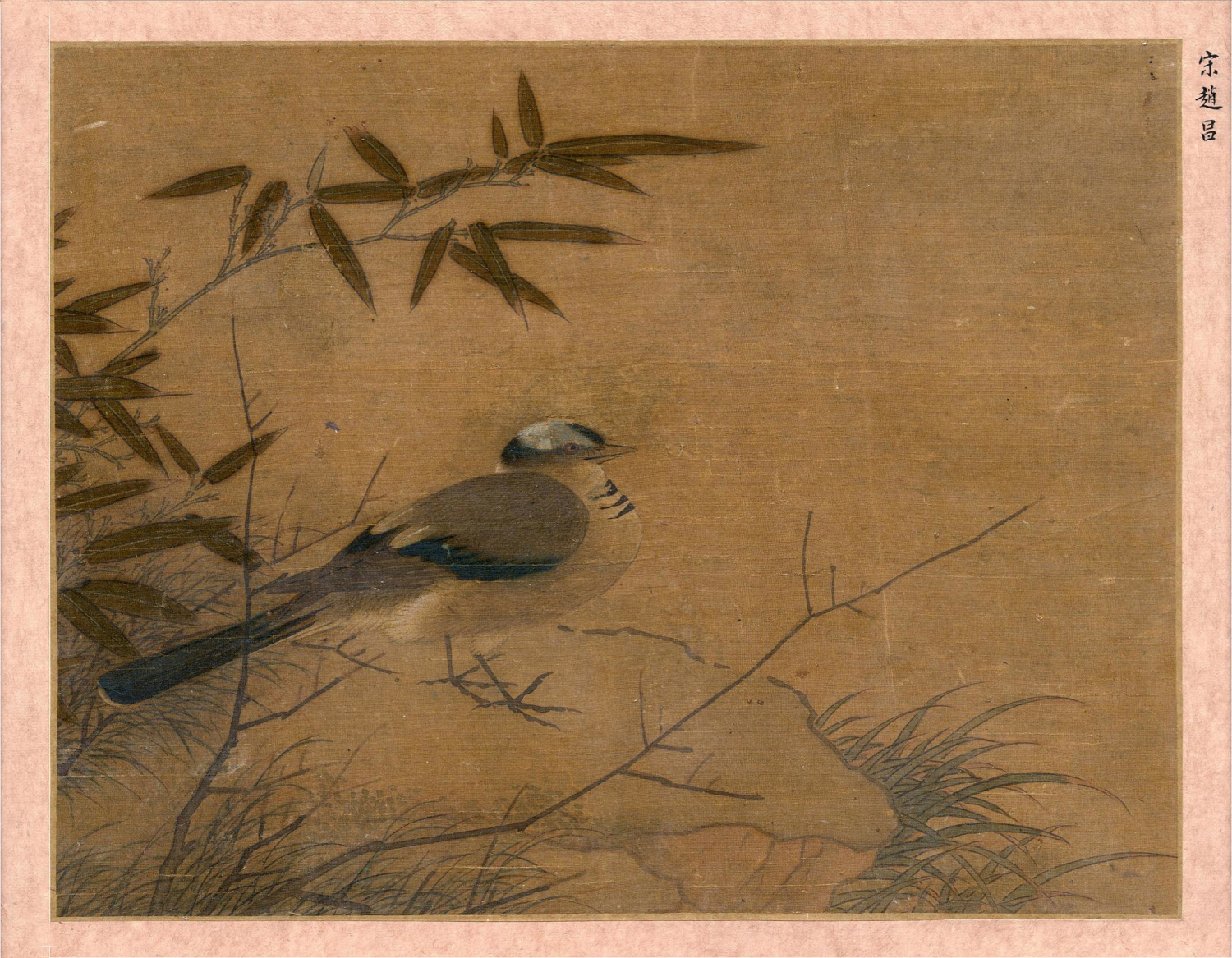
《小鳥圖頁》 現藏於 倫敦大英博物館。

## 交流
- 2009年3月3日，時任北京故宮博物院院長鄭欣淼訪問台北國立故宮博物院時，致贈時任台北國立故宮博物院院長周功鑫複製趙昌《寫生蛺蝶圖》。[26]
- 2009年11月17日，時任美國總統歐巴馬參觀北京故宮博物院時，獲贈複製趙昌《寫生蛺蝶圖》。[27]
- 2012年4月11日，Google藝術計劃將台北國立故宮博物院內包含趙昌《歲朝圖》在內的18件館藏的超高畫質像素（Gigapixel）賞析作品及院內實景博物館上線。[28]